# 家具デザイナー

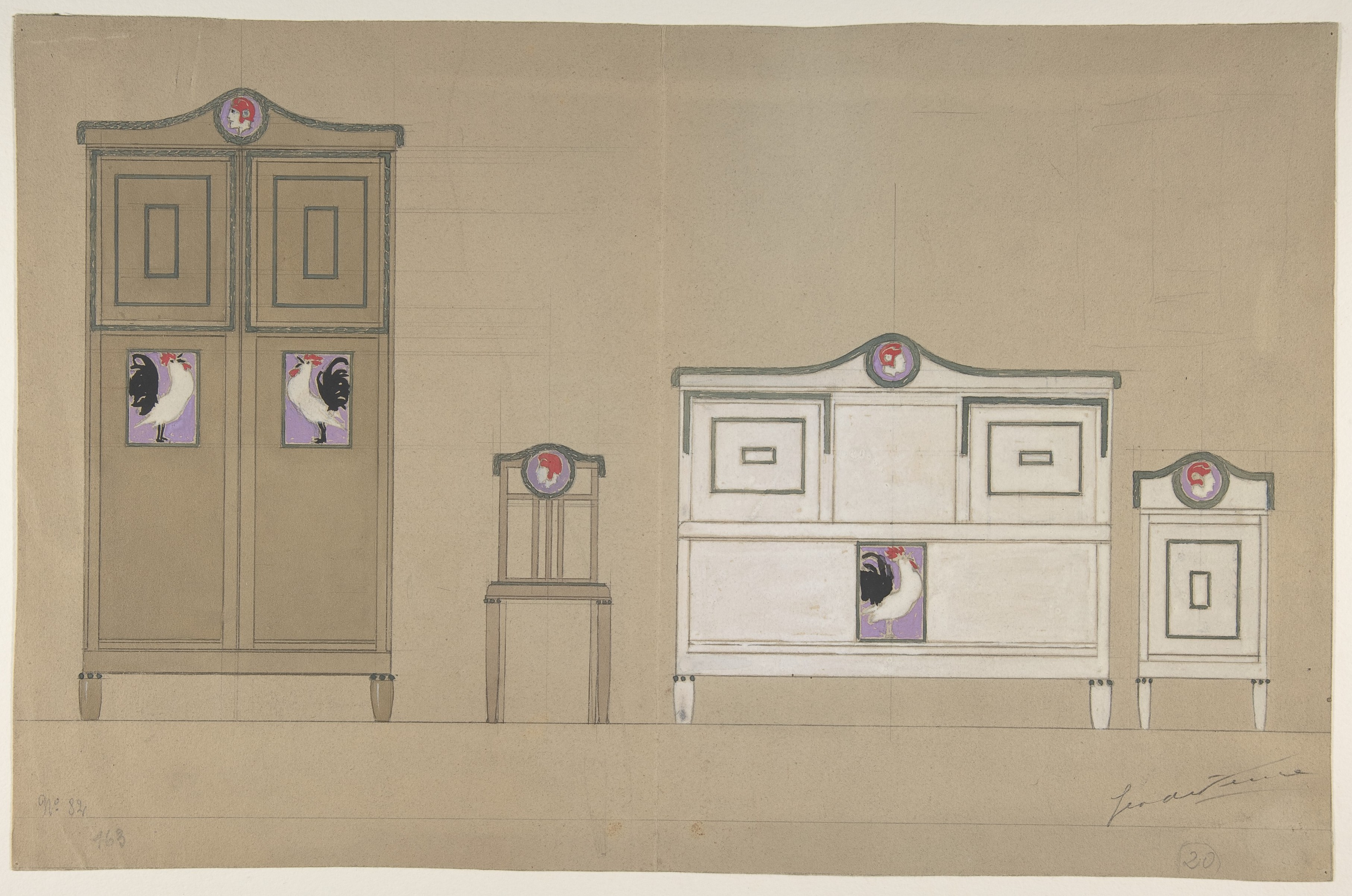
デザイナーのジョルジュ・ド・フールによる家具の製図（メトロポリタン美術館蔵）

家具デザイナー（かぐデザイナー）とは、家具（オフィス用家具を含む）をデザインするデザイナーのこと。家具デザイナーが家具の製作も行う場合もあるが、デザインのみを行う場合もある。
インテリアデザイナーを兼ねることもある。個人で独立してデザインを行っている場合もあるが、家具製作メーカーの企業内デザイナーの場合もある。なお、家電製品のデザインを行う場合には、プロダクトデザイナーと呼ばれ、別のデザイナーであることが多い。

## 主要な家具デザイナー

### 日本
- 新居猛
- 岩倉榮利
- 内田繁
- 沖健次
- 織田憲嗣
- 亀倉雄策
- 川上元美
- 剣持勇
- 倉俣史朗
- 小林幹也
- 長大作
- 中川久嗣
- 中村曻
- 林二郎
- 深澤直人
- 藤江和子
- 藤原敬介
- 松村勝男
- 水之江忠臣
- 森谷延雄
- 柳宗理
- 北田たくみ
- 矢萩喜從郎
- 吉岡徳仁

### 日本国外
- アイリーン・グレイ
- アルヴァ・アールト
- アルネ・ヤコブセン
- イサム・ノグチ
- エーロ・サーリネン
- コンスタンティン・グルジッチ
- ジオ・ポンティ
- シャルロット・ペリアン
- ジャスパー・モリソン
- ジャン・プルーヴェ
- ジョージ・ナカシマ
- チャールズ・イームズ
- チャールズ・レニー・マッキントッシュ
- テレンス・コンラン
- トーマス・チッペンデール
- ハリー・ベルトイヤ
- ハンス・J・ウェグナー
- ピエール・シャロー
- フィン・ユール
- フランク・ロイド・ライト
- ペリアン
- ヘリット・リートフェルト
- ボーエ・モーエンセン
- ポール・ケアホルム
- マルセル・ブロイヤー
- ミヒャエル・トーネット
- ミース・ファン・デル・ローエ
- ル・コルビュジエ